# Шан-Чи (Кинематографическая вселенная Marvel)
Сюй Шан-Чи (англ. Xu Shang-Chi) — персонаж из медиафраншизы «Кинематографическая вселенная Marvel» (КВМ), основанный на одноимённом персонаже комиксов Marvel.
Шан-Чи является сыном Инь Ли и Сюй Венву — организатора террористической организации «Десять колец». С детства Венву учит Шан-Чи боевым искусствам и в 14 лет Венву направляет Шан-Чи к лидеру «Железной банды» — организации, повинной в гибели Инь Ли, однако, после выполнения миссии, сломленный Шан-Чи сбегает в Сан-Франциско и берёт себе имя «Шон». В 2024 году Шан-Чи работает вместе со своей подругой детства Кэти камердинером отеля. Внезапно Шан-Чи получает письмо от своей сестры Сюй Сялинь, однако, прибыв в её организацию, всех троих захватывает Венву и забирает с собой. Венву, ведомый желанием вернуть свою жену, сажает Шан-Чи и Сялинь под арест. Шан-Чи и Сялинь выбираются и находят скрытую деревню Та Ло, где позднее Шан-Чи узнаёт от своей тёти Инь Нань об Обитателе Тьмы, влияющем на сознание Венву, заставляя того верить, что Инь Ли всё ещё жива. Впоследствии Шан-Чи противостоит своему отцу. В конце концов Венву жертвует собой и передаёт Шан-Чи свои кольца, с помощью которых Шан-Чи убивает Обитателя Тьмы. Затем Шан-Чи встречается с Вонгом и в Санктум Санкторуме расследует с ним технологию колец, а затем, вместе с Кэти, отправляются в караоке.
Роль Шан-Чи в КВМ исполняет канадский актёр китайского происхождения Симу Лю. Впервые Шан-Чи появляется в фильме «Шан-Чи и легенда десяти колец» (2021).

## Концепция и создание
Персонаж комиксов был придуман в конце 1972 года Стивом Энглхартом и художником Джимом Старлином. Компания Marvel Comics хотела приобрести права на адаптацию телепрограммы «Кунг-фу», но ей было отказано в разрешении Warner Communications, которая также была владельцем основного конкурента Marvel, DC Comics. Вместо этого Marvel приобрела права на комиксы о злодее докторе Фу Манчу, созданном Саксом Ромером. Энглхарт и Старлин создали Шан-Чи, мастера кунг-фу, который был представлен как ранее неизвестный сын Фу Манчу. Хотя сам Шан-Чи был оригинальным персонажем, многие из второстепенных персонажей были творениями Ромера. Внешний вид Шанг-Чи был вдохновлён образом Брюса Ли. По словам Энглхарта, на имя персонажа повлияло И цзин, состоящее из 升 (shēng), которое означает «восхождение», и ци, которое означает жизненную энергию.
Шан-Чи впервые появился в Special Marvel Edition № 15 (декабрь 1973). После он снова появился в выпуске № 16, а в выпуске № 17 (апрель 1974) название было изменено на The Hands of Shang-Chi: Master of Kung Fu. На фоне повального увлечения боевыми искусствами в Соединённых Штатах в 1970-х годах серия стала очень популярной и дожила до выпуска № 125 (июнь 1983); тираж включал четыре огромных издания и ежегодник. В комиксах Шан-Чи воспитывается его отцом, доктором Фу Манчу, для становления грозным убийцей и потенциальным завоевателем мира. Узнав о злой натуре Фу Манчу, Шан-Чи клянётся в вечном противостоянии амбициям своего отца и борется с ним на стороне добра. В результате того, что Marvel позже потеряла права на работы Ромера, Фу Манчу позже был переименован в Чжэн Цзу. В сюжетной линии Secret Wars 2015 года версия Шан-Чи — изгнанный сын императора Чжэн Цзу, мастера Десяти колец, безжалостного клана боевых искусств, который использует мистические силы и техники, основанные на силе десяти колец Мандарина из основных комиксов.
По словам Эда Брубейкера, проблема авторских прав была одной из причин использования Мандарина в качестве отца Шан-Чи. В основных комиксах у Мандарина был сын по имени Темугин, который обучался в монастыре боевым искусствам и философии; его имя вдохновлено настоящим именем Чингисхана, предка Мандарина.
По словам Маргарет Леш, бывшего президента и генерального директора Marvel Productions, в 1980-х Стэн Ли предложил Брэндону Ли сыграть Шан-Чи в фильме или телесериале с персонажем в главной роли. В 2001 году в DreamWorks Pictures началась разработка фильма о Шан-Чи, но после того, как к 2004 году он не был реализован, права на персонажа были возвращены Marvel. В 2004 году Дэвид Мейзел был нанят на должность главного операционного директора Marvel Studios, поскольку у него был план студии по самофинансированию фильмов. Marvel заключила с Merrill Lynch долговую структуру без права регресса, в соответствии с которой Marvel получила $525 миллионов на создание максимум 10 фильмов на основе собственности компании в течение восьми лет, обеспеченных определёнными правами на фильмы в общей сложности на 10 персонажей, включая Шан-Чи. После успеха фильмов «Чёрная пантера» (2018) и «Безумно богатые азиаты» (2018) Marvel ускорила разработку фильма о Шан-Чи, наняв Дэвида Каллахэма для написания сценария в декабре 2018 года и Дестина Дэниела Креттона в качестве режиссёра в марте 2019 года. Креттон также участвовал в написании сценария Каллахэма. Китайско-канадский актёр Симу Лю, который ранее проявлял интерес к этой роли, был выбран на роль Шан-Чи в июле 2019 года, о чём было публично объявлено Креттоном и Кевином Файги несколько дней спустя вместе, когда они также представили полное название фильма — «Шан-Чи и легенда десяти колец». После того, как Лю был выбран, Файги позвонил ему и сказал, что его жизнь «вот-вот изменится»; ранее актёр подавал прошение на роль с декабря 2018 года.

## Характеристика

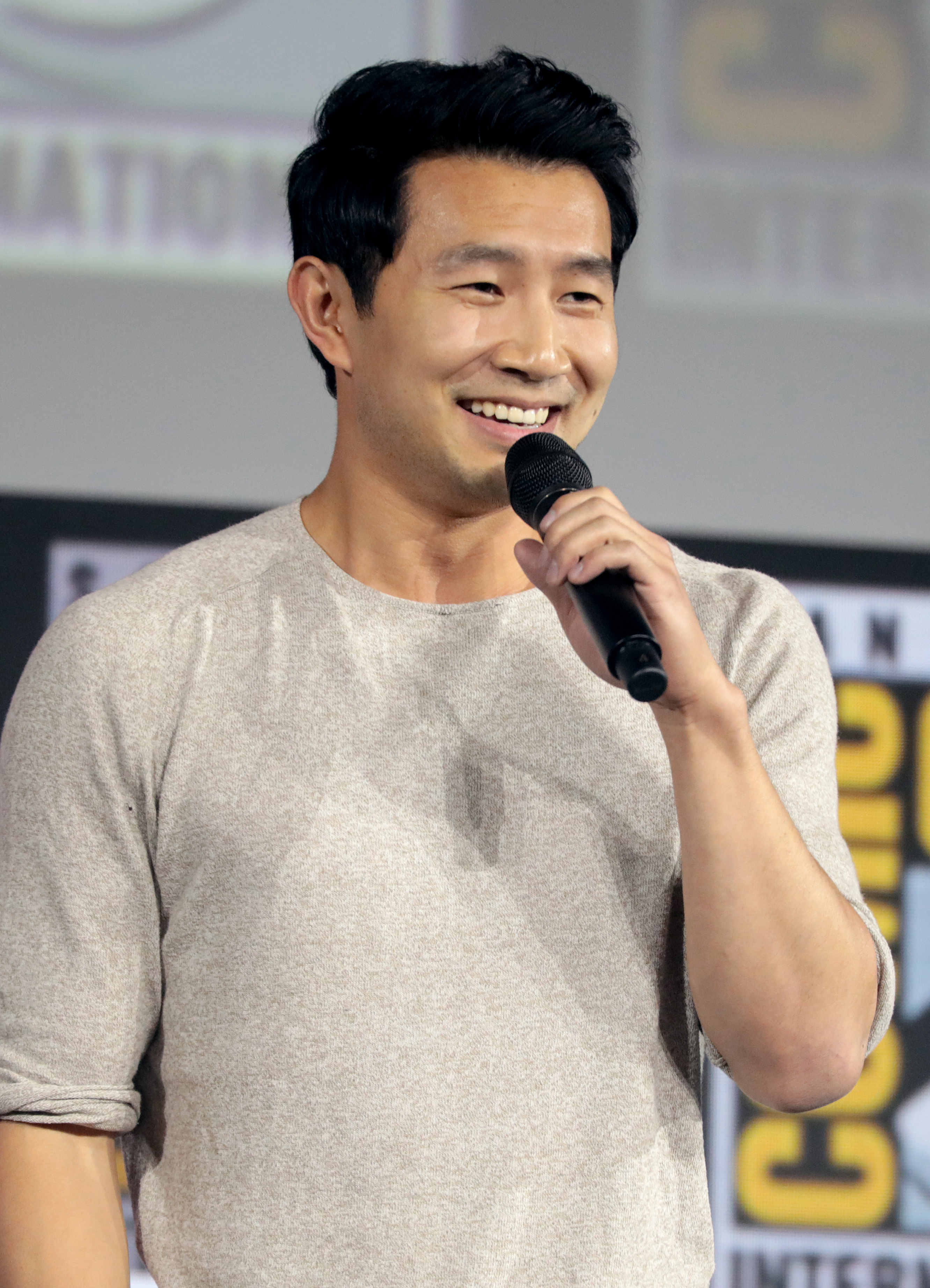
Симу Лю на San Diego Comic-Con 2019

Будучи азиатского происхождения, Креттон и Каллахэм были осведомлены о некоторых расовых стереотипах, окружающих Шан-Чи в комиксах. При этом Лю сказал, что все участники съёмок были «очень чувствительны, чтобы не допустить перехода на „стереотипную территорию“». Креттон считал, что получившийся сценарий для фильма «Шан-Чи и легенда десяти колец» был «действительно красивым обновлением» персонажа по сравнению с тем, что началось в комиксах, и представлял собой подлинную историю об азиатской идентичности. Каллахэм добавил, что не существует «единого азиатско-американского голоса», и он и Креттон обдумывали, как фильм может обратиться к «более широкой азиатской диаспоре» и будет «захватывающим и интересным, но также личным для всех этих людей». Креттон сравнил Шан-Чи с Уиллом Хантингом из фильма «Умница Уилл Хантинг» (1997), который представляет собой «смесь мужественности и уязвимости», отметив, что у обоих персонажей есть секреты и сверхспособности, которые они не понимают. Лю считал, что борьба Шан-Чи с идентичностью была сутью персонажа, а не его навыки боевых искусств. Когда с ним связались, чтобы взять на роль, Лю хотел, чтобы фильм «позволил обществу увидеть азиатских мужчин как могущественных, желанных и стремящихся к возможностям». Лю использовал детский опыт борьбы со стереотипами и «микроагрессией» для связи с аркой персонажа Шан-Чи, пытающегося смириться со своим наследием. Он также стремился развеять стереотипы, появившиеся в фильмах 1970-х годов с Брюсом Ли о том, что все азиатские мужчины знают боевые искусства, и отметил в Instagram-аккаунте, что «азиатские актёры не занимаются кунг-фу, но Шан-Чи занимается. Это одна из многих вещей, которые раскрывают его личность, но, пожалуй, самая сложная с физической точки зрения». Несмотря на то, что поначалу Лю мало знал о персонаже, в начале производства фильма «Шан-Чи и легенда десяти колец» его заверили в том, что «с самого начала было совершенно ясно, что [Креттон] посвятил себя рассказу истории происхождения героя, [который] не был стереотипным, не был тропом, который был полностью трёхмерным и имел полностью модернизированную историю происхождения». Помимо Брюса Ли, актёр также назвал Джета Ли одним из своих вдохновителей, когда входил в образ персонажа.
Шан-Чи покидает организацию «Десять колец» для нормальной жизни в Сан-Франциско. Режиссёр Дестин Дэниел Креттон характеризует героя как «рыбу, вытащенную из воды в США, которая пытается скрыть это своей харизмой», и не знает, «кто она на самом деле». Шан-Чи меняет своё имя на «Шон», живя в Сан-Франциско. Что касается решения Шан-Чи жить нормальной жизнью, Лю посчитал, что «то, что он делает, немного экстремально. И это также потому, что он вырос в очень экстремальных обстоятельствах… Я не могу винить его в принятии крайних мер, чтобы выйти из этой ситуации». Креттон описал фильм «Шан-Чи и легенда десяти колец» как «путешествие, в котором мы познаём, кто [Шан-Чи] и кем он должен быть в этом мире». Поскольку персонаж не носит маску, Лю выполнил многие из своих собственных трюков; ему пришлось поработать над своей гибкостью перед съёмками, чтобы сделать это. Лю также набрал 10 фунтов (4,5 кг) мышц для этой роли. Лю хорошо разбирался в тхэквондо, гимнастике и Вин-Чун, изучал и практиковал тай-чи, ушу, тайский бокс, силат, крав-магу, джиу-джитсу, бокс и стиль уличных боёв для фильма. Лю назвал процесс обучения и выполнения трюков «утомительным. Было много изнурительных часов… но это был один из самых приятных опытов в моей жизни». Джейден Чжан и Арнольд Сан играют Шан-Чи в детстве и в подростковом возрасте соответственно.
Для раннего эпизода в фильме, где Шан-Чи сражается с убийцами из Десяти колец, Креттон черпал вдохновение из работ Джеки Чана, работая в тесном сотрудничестве с хореографами Брэдом Алланом и Энди Ченгом, которые обучались в каскадёрской команде Чана. Креттон заявил, что его любимым моментом в этой сцене был «трюк с курткой… когда он может снять куртку, развернуть её и снова надеть. Это прямой намёк на Джеки Чана от его команды каскадёров».

## Биография персонажа
Шан-Чи родился в семье лидера террористической организации «Десять колец» Сюй Венву и защитницы деревни Та Ло — Инь Ли в 2000 году. Детство Шан-Чи было счастливым до момента, когда старая вражеская организация «Десяти колец» — «Железная банда», убивает Инь Ли на глазах у Шан-Чи. Во исполнение своей мести Венву снова надевает свои кольца и отправляется с Шан-Чи к лидеру «Железной банды», однако его там не находит, но убивает на глазах у Шан-Чи участников этой группировки.

### Обучение боевым искусствам
Венву обучает Шан-Чи боевым искусствам, заставляя его днями и ночами сражаться с воином в кимоно. В это время, Шан-Чи обсуждает со своей сестрой Сялинь побег от отца. В 14 лет, Шан-Чи, по заданию Венву, отправляется совершить своё первое убийство, а именно убийство лидера «Железной банды», убившей его мать. Однако не в силах совершить убийство, сломленный Шан-Чи оставляет свою сестру Сялинь у отца, сбегает в Сан-Франциско и берёт себе имя «Шон».

### Воссоединение с Сялинь и Венву
По приезде в Сан-Франциско, Шан-Чи знакомится с Кэти и в течение 10 лет учится с ней. В 2024 году, Шан-Чи и Кэти работают камердинерами отеля «Fairmont San Francisco», а также ходят в караоке. По пути на работу, на Шан-Чи и Кэти нападают участники террористической организации «Десять колец», и пытаются забрать у Шан-Чи зелёный кулон, подаренный ему его матерью в детстве. Шан-Чи отбивается от них, однако возглавляемый группу Бритвенный кулак крадёт у Шан-Чи кулон и возвращается к Венву. Опасаясь, что «Десять колец» найдут второй кулон у его сестры Сялинь, Шан-Чи решает найти её и открывает своё прошлое Кэти, которая соглашается ему помочь. Герои находят Сялинь в Макао в подпольном бойцовском клубе «Золотые кинжалы», открытым ею. Шан-Чи не замечает, как подписывается на бой и выступает против своей сестры Сялинь, в результате чего терпит поражение. Шан-Чи предупреждает Сялинь о том, что участники «Десяти колец» украли у него кулон, подаренный ему матерью, однако Сялинь объясняет ему, что она не нуждается в его помощи, как и раньше не нуждалась. Шан-Чи представляет Сялинь открытку от неё, однако Сялинь утверждает, что эту открытку она не отправляла и на клуб совершается атака «Десятью кольцами». Сялинь уходит, а Шан-Чи решает выбраться через строительные леса. В пылу битвы, воин в кимоно крадёт у Сялинь кулон. Шан-Чи начинает с ним битву и выходит победителем, однако его останавливает Венву и вместе с Сялинь и Кэти отправляется обратно на базу в горах.

### Противостояние с Венву
По прибытии на базу, Венву объясняет Шан-Чи, что слышит голос Инь Ли и её мольбы о помощи и с помощью кулонов показывает им карту прохождения в деревню Та Ло, откуда родом Инь Ли. Венву утверждает, что её заперли там её же соплеменники, и намеревается сжечь деревню, однако Шан-Чи выступает против, в результате чего Венву сажает Шан-Чи, Сялинь и Кэти под арест.
В темнице, Шан-Чи встречает бывшего актёра Тревора Слэттери, которого «Десять колец» арестовали за то, что тот выдавал себя за Венву. Героям удаётся сбежать с базы и с помощью ручного хуньдуня Слэттери по кличке Моррис, герои попадают в Та Ло, миновав движущийся лес. В деревне их встречает Инь Нань, сестра Инь Ли и тётя Шан-Чи и Сялинь. Она рассказывает историю Та Ло и объясняет героям, что Венву слышит зов не Инь Ли, а Обитателя Тьмы, запертого за Тёмными Вратами при помощи дракона-хранителя деревни — Великой Защитницы. Обитатель Тьмы влияет на разум Венву, чтобы он при помощи своих колец разрушил Врата и освободил Обитателя. Шан-Чи, вместе с Сялинь начинают тренировку.
В деревню прибывает Венву с войском «Десяти колец» и сталкивается с жителями деревни, Сялинь и Шан-Чи. Обвиняя сына в бездействии при убийстве его матери, Венву выталкивает Шан-Чи с берега в воду и направляется к Тёмным Вратам. Шан-Чи начинает тонуть, однако его спасает Великая Защитница и вступает в битву против приспешников Обитателя Тьмы. Шан-Чи направляется к Венву и начинает с ним битву. В пылу битвы, Шан-Чи захватывает 5 колец из 10 у Венву и сражается на равных. Сумев захватить все кольца, Шан-Чи готовится сделать финальный удар, однако в последний момент отбрасывает кольца и призывает отца к благоразумию.
Однако в этот момент освобождается Обитатель Тьмы. Венву спасает Шан-Чи от Обитателя. Однако его захватывает Обитатель и, жертвуя своей жизнью, Венву отдаёт Шан-Чи свои кольца и погибает. Шан-Чи, вместе со своей сестрой, Великой Защитницей и кольцами, начинает битву против Обитателя Тьмы, и в пылу сражения помещает кольца внутрь Обитателя, начинает раскручивать их, и финальным броском разрывает Обитателя Тьмы при помощи колец.
Шан-Чи, Сялинь и Кэти поминают погибших при столкновении с Обитателем Тьмы, причём Шан-Чи прощается с отцом, а Сялинь с матерью. Впоследствии Шан-Чи и Кэти возвращаются в Сан-Франциско и рассказывают историю о произошедшем своим друзьям, однако те не верят. Внезапно открывает портал, из него выходит Вонг и просит Шан-Чи, вместе с Кэти забрать кольца и проследовать с ним. В Санктум Санкторуме, Вонг, вместе с Брюсом Бэннером, Кэрол Дэнверс, Шан-Чи и Кэти анализируют кольца и приходят к выводу, никто таких технологий никогда не видел, и что они испускают некий сигнал в космос. Брюс и Кэрол уходят, а Вонг вместе с Шан-Чи и Кэти отправляются в караоке.

## Критика и наследие
Карен Роут из Hypable похвалила решение сделать так, чтобы Шан-Чи уже знал, кто он такой и что он может делать с самого начала, в отличие от многих знакомых историй происхождения, которые можно увидеть в других фильмах по комиксам. По этому поводу Роут отметила, что «да, это история происхождения, но она была больше о принятии себя, чем о самопознании … это был глоток свежего воздуха для первого фильма о новом персонаже в КВМ». Она описала взгляд Лю на персонажа как «предлагающий нам идеальную дихотомию в его роли … Он добродушный, глупый, нормальный парень, который скрывает тайну». Джастина Чанга из NPR персонаж привлёк своими сложными отношениями с Венву: «[Шан-Чи] имеет сложное, смутно эдипальное соперничество со своим отцом, который превратил его в боевую машину, каковой он теперь является, и подверг его всевозможным жестоким манипуляциям и жестокому обращению» — отметил журналист, обозначая «глубину… травмы» персонажа». Херб Скрибнер из Deseret назвал Шан-Чи «абсолютно превосходным» и что «он должен быть рядом с фильмами Marvel в обозримом будущем». Скрибнер чувствовал, что «Лю в роли Шанг-Чи идёт по пути молодого человека, пытающегося отыскать свой этот путь, и уязвимого мальчика, пытающегося найти свою семью», и сравнил персонажа с другими ведущими персонажами КВМ, включая Тора и Брюса Бэннера.
После того, как в 2017 году всплыли комментарии, в которых Лю критиковал китайское правительство, он сказал, что его родители говорили, что Китай является страной «третьего мира», где люди «умирают от голода». Таким образом, выход «Шан-Чи и легенды десяти колец» в Китае стал маловероятным; многие китайские фанаты были разочарованы тем, что они не смогут посмотреть фильм.
Тара Квинн из Comic Book Resources включила Шан-Чи в список 10 лучших персонажей четвёртой фазы КВМ на 2 место.

### Награды и номинации
Награды и номинации, полученные Лю за исполнение персонажа:
| Год  | Награда                                    | Категория                 | Фильм                           | Результат | Пр.    |
| ---- | ------------------------------------------ | ------------------------- | ------------------------------- | --------- | ------ |
| 2021 | People’s Choice Awards                     | Male Movie Star of 2021   | «Шан-Чи и легенда десяти колец» | Номинация | [ 51 ] |
| 2021 | People’s Choice Awards                     | Action Movie Star of 2021 | «Шан-Чи и легенда десяти колец» | Победа    | [ 51 ] |
| 2021 | Unforgettable Gala — Asian American Awards | Breakout Actor on Film    | «Шан-Чи и легенда десяти колец» | Победа    | [ 52 ] |
| 2022 | Hollywood Critics Association Film Awards  | Game Changer Award        | «Шан-Чи и легенда десяти колец» | Победа    | [ 53 ] |

## Будущее
Лю сказал, что «ничего не знает ни о каких будущих планах Marvel в отношении этого персонажа или любого другого персонажа», но хотел бы вернуться для адаптации комикса «Spider-Island». Он назвал его «очень известной историей, в которой Шан-Чи и Человек-паук ненадолго объединяются». Актёр добавил, что он хотел бы, чтобы Шан-Чи обучал Человека-паука в его «паучьем пути». В интервью для подкаста Phase Zero Лю также проявил интерес к роли в будущем эпизоде «Что, если…?», поскольку это позволило бы ему экспериментировать с персонажем так, как ему не позволил бы фильм. В январе 2022 года, через месяц после того, как был объявлен сиквел фильма «Шан-Чи и легенда десяти кольец», Лю сказал, что хотел бы увидеть в фильме, что его персонаж будет делать со своей «новообретённой силой» десяти колец, а также то, как он вписывается в более крупные события КВМ. В 2024 году Лю заявил, что озвучит своего героя в третьем сезоне мультсериала «Что, если…?».

## Комментарии
1. ↑  События фильма «Железный человек 3» (2013) и короткометражки «Да здравствует король» (2014).